# Акын, Гюльтен
Гюльтен Акын (тур. Gülten Akın; 23 января 1933, Йозгат − 4 ноября 2015, Анкара) — турецкая поэтесса.

## Биография
Окончила государственную среднюю школу Beşiktaş Atatürk Anadolu в Стамбуле.
Высшее образование получила на юридическом факультете Анкарского университета в 1955-м году. В 1956 году вышла замуж.
По окончании университета в 1958—1972 годах проживала она в различных провинциях Антальи, работала адвокатом, учителем. Её муж, каймакам нескольких провинций Турции, Яшар Джанкочак, был известен как «социалистический губернатор» , убит в 2013 году.
В 1972 году Акын и её семья поселилась в Анкаре, где она работала в Ассоциации турецкого языка, состояла членом редколлегии Министерства культуры Турции. Была матерью пятерых детей. Умерла 4 ноября 2015 года, в возрасте 83-х лет.

## Творчество
Свои первые стихотворения написала для газеты Son Haber ещё будучи студенткой Университета Анкары, в 1951 году. Вначале стихи были посвящены природе, любви и разлуке, затем её стали занимать социальные проблемы. Во многом её стихи определялись фольклорными мотивами. Акын писала аналитические труды по поэзии, Siiri Düzde Kuşatmak . Её стихи были переведены на многие языки мира, более 40 стихов были положены на музыку. Автор стихотворных драм «Выход», «Болото», «Мельница девушек». Последняя книга Акын, «Beni Sorarsan» (Если вы спросите обо мне) опубликована в 2013 году.